# Đội tuyển bóng đá nữ quốc gia Bahrain
Đội tuyển bóng đá nữ quốc gia Bahrain (tiếng Ả Rập: منتخب البحرين لكرة القدم للسيدات) được thành lập năm 2003, đại diện cho Bahrain tại các trận đấu bóng đá nữ quốc tế và chịu sự quản lý của Hiệp hội bóng đá Bahrain. Đội có trận quốc tế đầu tiên gặp Maldives vào ngày 22 tháng 4 năm 2007.

## Lịch sử
Đội tuyển bóng đá nữ quốc gia Bahrain là đội tuyển bóng đá nữ quốc gia đầu tiên được thành lập trong số các quốc gia thuộc khu vực vùng Vịnh. Vào năm 2004, đội nữ Bahrain tham dự giải futsal ở Amman, Jordan và một năm sau họ tham dự Giải vô địch bóng đá nữ Tây Á cũng tại Amman, mặc dù vậy, các trận đấu của giải không được FIFA công nhận. Họ về thứ tư tại giải này. Tới tháng 2 năm 2006, Bahrain tham gia giải bóng đá nữ Ả Rập ở Abu Dhabi, UAE, nơi họ giành chức vô địch và nhận giải Fair Play. Sau thành tích này, nữ giới bắt đầu tham gia nhiều hơn vào bóng đá. Với mục đích cải thiện chất lượng đội tuyển, Bahrain đã đề nghị FIFA giới thiệu một huấn luyện viên bóng đá nữ về dẫn đội. Người đảm nhận nhiệm vụ này sau đó là cựu cầu thủ Monika Staab người Đức. Cô tới Bahrain vào tháng 1 năm 2007 và làm việc trong sáu tháng. Dưới sự dẫn dắt của Staab, đội có trận đấu chính thức được FIFA chấp thuận vào ngày 22 tháng 4 năm 2007 với Maldives tại Malé, Maldives. Bahrain xuất sắc giành chiến thắng với tỉ số đậm 7–0.

## Thành tích

### Cấp thế giới
| Thành tích World Cup | Thành tích World Cup     | Thành tích World Cup     | Thành tích World Cup     | Thành tích World Cup     | Thành tích World Cup     | Thành tích World Cup     | Thành tích World Cup     | Thành tích World Cup     | Thành tích World Cup     |
| Năm                  | Thành tích               | Thứ hạng                 | GP                       | W                        | D*                       | L                        | GF                       | GA                       | GD                       |
| -------------------- | ------------------------ | ------------------------ | ------------------------ | ------------------------ | ------------------------ | ------------------------ | ------------------------ | ------------------------ | ------------------------ |
| 2007                 | Không tham dự            | Không tham dự            | Không tham dự            | Không tham dự            | Không tham dự            | Không tham dự            | Không tham dự            | Không tham dự            | Không tham dự            |
| 2011                 | Không tham dự            | Không tham dự            | Không tham dự            | Không tham dự            | Không tham dự            | Không tham dự            | Không tham dự            | Không tham dự            | Không tham dự            |
| 2015                 | Không vượt qua vòng loại | Không vượt qua vòng loại | Không vượt qua vòng loại | Không vượt qua vòng loại | Không vượt qua vòng loại | Không vượt qua vòng loại | Không vượt qua vòng loại | Không vượt qua vòng loại | Không vượt qua vòng loại |
| 2019                 | Không vượt qua vòng loại | Không vượt qua vòng loại | Không vượt qua vòng loại | Không vượt qua vòng loại | Không vượt qua vòng loại | Không vượt qua vòng loại | Không vượt qua vòng loại | Không vượt qua vòng loại | Không vượt qua vòng loại |
| Tổng cộng            | 0/4                      | –                        | –                        | –                        | –                        | –                        | –                        | –                        | –                        |

*Không tính các trận đấu giải quyết bằng penalty.

### Cúp châu Á
| Thành tích Asian Cup | Thành tích Asian Cup     | Thành tích Asian Cup     | Thành tích Asian Cup     | Thành tích Asian Cup     | Thành tích Asian Cup     | Thành tích Asian Cup     | Thành tích Asian Cup     | Thành tích Asian Cup     | Thành tích Asian Cup |
| Năm                  | Thành tích               | Thứ hạng                 | W                        | D*                       | L                        | GF                       | GA                       | GD                       |                      |
| -------------------- | ------------------------ | ------------------------ | ------------------------ | ------------------------ | ------------------------ | ------------------------ | ------------------------ | ------------------------ | -------------------- |
| 2008                 | Không tham dự            | Không tham dự            | Không tham dự            | Không tham dự            | Không tham dự            | Không tham dự            | Không tham dự            | Không tham dự            |                      |
| 2010                 | Không tham dự            | Không tham dự            | Không tham dự            | Không tham dự            | Không tham dự            | Không tham dự            | Không tham dự            | Không tham dự            |                      |
| 2014                 | Không vượt qua vòng loại | Không vượt qua vòng loại | Không vượt qua vòng loại | Không vượt qua vòng loại | Không vượt qua vòng loại | Không vượt qua vòng loại | Không vượt qua vòng loại | Không vượt qua vòng loại |                      |
| 2018                 | Không vượt qua vòng loại | Không vượt qua vòng loại | Không vượt qua vòng loại | Không vượt qua vòng loại | Không vượt qua vòng loại | Không vượt qua vòng loại | Không vượt qua vòng loại | Không vượt qua vòng loại |                      |
| Tổng cộng            | 0/4                      | –                        | –                        | –                        | –                        | –                        | –                        | –                        |                      |

*Không tính các trận đấu giải quyết bằng penalty.

### Á Vận Hội
| Thành tích Á Vận Hội | Thành tích Á Vận Hội | Thành tích Á Vận Hội | Thành tích Á Vận Hội | Thành tích Á Vận Hội | Thành tích Á Vận Hội | Thành tích Á Vận Hội | Thành tích Á Vận Hội | Thành tích Á Vận Hội |
| Năm                  | Thành tích           | Thứ hạng             | Pld                  | W                    | D                    | L                    | GF                   | GA                   |
| -------------------- | -------------------- | -------------------- | -------------------- | -------------------- | -------------------- | -------------------- | -------------------- | -------------------- |
| 1990                 | Không tham dự        | -                    | -                    | -                    | -                    | -                    | -                    | -                    |
| 1994                 | Không tham dự        | -                    | -                    | -                    | -                    | -                    | -                    | -                    |
| 1998                 | Không tham dự        | -                    | -                    | -                    | -                    | -                    | -                    | -                    |
| 2002                 | Không tham dự        | -                    | -                    | -                    | -                    | -                    | -                    | -                    |
| 2006                 | Không tham dự        | -                    | -                    | -                    | -                    | -                    | -                    | -                    |
| 2010                 | Không tham dự        | -                    | -                    | -                    | -                    | -                    | -                    | -                    |
| 2014                 | Không tham dự        | -                    | -                    | -                    | -                    | -                    | -                    | -                    |
| 2018                 | Không tham dự        | -                    | -                    | -                    | -                    | -                    | -                    | -                    |
| Tổng cộng            | 0/8                  | -                    | -                    | -                    | -                    | -                    | -                    | -                    |